# 1712 au Canada
Pour un article plus général, voir Chronologie du Canada.
Cet article traite des événements qui se sont produits durant l'année 1712 au Canada.

## Événements
- Mai : guerre entre les Français et les Renards à l'ouest du Lac Michigan (première guerre Fox). Les Renards tentent de s'emparer du poste de Détroit près duquel ils se sont récemment établis. Les Outaouais et les Illinois prêtent main-forte à Dubuisson et à ses quelque 20 soldats arrivés le 13 mai[1] pour contre-attaquer. Les Renards sont défaits[2].
- Négociations et signature d'un armistice entre la France et la Grande-Bretagne pour mettre fin à la Deuxième guerre intercoloniale.

## Naissances
- 28 février : Louis-Joseph de Montcalm, général français († 14 septembre 1759).
- 8 avril : Pierre Pouchot, officier militaire († 8 mai 1769).
- 24 décembre : Étienne Montgolfier, prêtre sulpicien († 27 août 1791).
- François Coulon de Villiers, militaire († 22 mai 1794).

## Décès
- 16 février : Robert Cormier (colon) (° 1610).
- 12 avril : Robert de La Berge, pionnier de la Nouvelle-France (° 24 mai 1638).
- 22 juillet : Étienne Truteau, pionnier à Montréal (° 15 septembre 1641).